# Friedrich Boese (Politiker, 1829)
Friedrich Boese (* 1829; † 9. August 1907) war ein deutscher Politiker, Amtmann in Freienohl, Bürgermeister in Brilon, Oberrentmeister und Mitglied des preußischen Abgeordnetenhauses.

## Leben
Boese war Amtmann des Amtes Freienohl. Danach war er Bürgermeister in Brilon vom 1. Juli 1865 bis zum 1. Dezember 1870. Im Jahr 1868 bemühte er sich bei Johann Suibert Seibertz um Quellen zur Stadtgeschichte und um einen Archivar, der das städtische Archiv ordnen sollte. Nach seiner Tätigkeit in Brilon war er Generalmandatur des Grafen von Westphalen zu Laer. Später lebte er in Münster.
Zu seiner Zeit als Amtmann hat er noch versucht in Freienohl einen konservativen Verein zu etablieren, scheiterte damit aber weil dort nach Berichten des Landrates alles von der „Arnsberger Demokratie ebenfalls politisch unterwühlt“ gewesen sei. Während des Kulturkampfes setzte er sich in Meschede öffentlich für den ausgewiesenen Kaplan Fischer ein. Er wurde in der Zentrumspartei aktiv. Im Konflikt um die Nachfolge des langjährigen Landtags- und Reichstagsabgeordneten Peter Reichensperger wurde er von einigen Honoratioren 1893 bei den notwendig gewordenen Nachwahlen sowohl für das Abgeordnetenhaus wie auch für den Reichstag als Kandidat der Zentrumspartei aufgestellt. Bei der Nominierung hieß es noch zuversichtlich: „Herr Boese vereinigt alle die Eigenschaften welche einen wirklich guten katholischen Volksvertreter ausmachen in sich, und ist es sicher, dass er demnächst mit großer Majorität gewählt werden wird“ Die Wahl zum Abgeordnetenhaus verlief problemlos. Dagegen hatten die Zentrumshonoratioren die Stimmung in der breiten Bevölkerung bei der Reichstagskandidatur unterschätzt. Attendorner Arbeiter äußerten: „Bleiben Sie uns fort mit den Beamten und Oberrentmeistern, es geht nicht, wir Arbeiter sind unverbesserlich.“ Neben anderen Kandidaten wurde gegen ihn der „linke Zentrumsmann“ Johannes Fusangel nominiert. Der Wahlkampf zwischen Boese, der auch von der Reichstags- und Landtagsfraktion massiv unterstützt wurde und dem vor allem von Arbeiter, kleinen Landwirten und Handwerkern getragene Fusangel verlief hoch emotionalisiert und erregte in ganz Deutschland Aufsehen. Boese unterlag. Fusangel bekam etwa 15.000, Boese nur 5000 Stimmen. Boese hat sein Landtagsmandat später zurückgegeben. Dieses fiel an Georg von Detten.